# Renault R-35
Renault R-35 är en fransk infanteristridsvagn som utvecklades under mellankrigstiden och som var i tjänst under andra världskriget. Ett stort antal erövrades i det kriget av tyskarna efter Frankrikes fall i juni 1940 och användes sedan av dem i olika former till krigsslutet.
Fordonet hade sitt ursprung i en begäran från Frankrikes armé 1934 på en ny stridsvagn som skulle supplera och så småningom ersätta den föråldrade Renault FT, som hade sitt ursprung i första världskriget. Utprövningen av den nya stridsvagnen påbörjades 1935, men den avbröts i förtid och modellen började tillverkas genast på grund av den aggressiva tyska upprustningen. Innan tillverkningen påbörjades ökades pansaret från 30 till 40 mm.
Renault R-35 hann inte ersätta Renault FT helt, men 1940 var den den mest talrika infanteristridsvagnen i fransk tjänst då 1.600 stycken tillverkats. I sitt utförande var den inte helt olik Renault FT då den också var en liten stridsvagn med två mans besättning. Pansaret var gjutet och upphängningen var samma sort som på Renaults kavalleristridsvagnar. Föraren satt framme i vagnen och befälet skötte både laddning och avfyrande av beväpningen, en 37 mm kanon och en parallellkopplad kulspruta i det gjutna tornet. Tornet var undermåligt utrustat med siktmedel och under strid var befälet tvunget att stå upp på vagnens golv. Utanför fara kunde befälet sitta på en flik som gick att vika ut från den bakre delen av tornet.
1940 introducerades en ny version, AMX R-40, som hade en modifierad upphängning, och något fåtal hann tillverkas innan den tyska invasion i maj 1940. Renault R-35 hade inte mycket att sätta emot de tyska stridsvagnarna. De var utspridda i små grupper för att understötta infanteriet, och var därför lätt offer för de koncentrerade tyska stridsvagnsstyrkorna. 37 mm-kanonen visade sig vara ineffektiv mot det tyska pansaret, även om Renault R-35s pansar gav gott skydd mot de flesta tyska pansarvärnskanonerna. Renault R-35 kunde därför inte påverka slaget om Frankrikes utgång så mycket, och många förstördes i strid eller övergavs under den tyska invasionen.
Ett stort antal Renault R-35 föll i tyska händer intakta och de sattes i tjänst med de tyska ockupationsstyrkorna i Frankrike. Många överfördes med tiden till tyska stridsvagnsskolor. I och med invasionen av Sovjetunionen i juni 1941 byggdes många om till artilleritraktortorer och ammunitionstransporter utan torn. Senare byggdes många av de Renault R-35 som var kvar i Frankrike om till infanteri- och pansarvärnskanonvagnar och tornen återanvändes som kanontorn i Atlantvallen som invasionsförsvar längs Frankrikes kust.